# Villars-et-Villenotte
Villars-et-Villenotte é uma comuna francesa na região administrativa da Borgonha-Franco-Condado, no departamento de Côte-d'Or. Estende-se por uma área de 7,61 km². Em 2010 a comuna tinha 178 habitantes (densidade: 23,4 hab./km²).